# 소도역 (이바라키현)
소도역(일본어: 宗道駅)은 일본 이바라키현 시모쓰마시에 위치한 간토 철도 조소 선의 철도역이다. 상대식 승강장 2면 2선의 구조를 갖춘 지상역이다.

## 타는 곳
| 1 | ■ 조소 선 | 하행 | 시모쓰마 · 시모다테 방면 |
| 2 | ■ 조소 선 | 하행 | 모리야 · 도리데 방면     |

## 이용 현황
| 연도   | 1일 평균 승차 인원 |
| ------ | ------------------ |
| 2004년 | 139                |
| 2005년 | 133                |
| 2006년 | 126                |
| 2007년 | 131                |
| 2008년 | 146                |
| 2009년 | 123                |
| 2010년 | 118                |
| 2011년 | 104                |
| 2012년 | 112                |
| 2013년 | 112                |

## 역 주변
- 시모쓰마 시청 지요카와 청사
- 지요카와 체육관

## 인접 역
| 간토 철도 ■ 조소 선  | 간토 철도 ■ 조소 선 | 간토 철도 ■ 조소 선    |
| -------------------- | ------------------- | ---------------------- |
| 다마무라 도리데 방면 | 보통                | 시모쓰마 시모다테 방면 |